# 絢爛たるグランドセーヌ
『絢爛たるグランドセーヌ』（けんらんたるグランドセーヌ）は、Cuvieによる日本の漫画。
クラシックバレエを題材にした漫画で、監修は舞踊史家・舞踊評論家として知られる村山久美子。マンガ大賞2015一次選考作品。
『チャンピオンRED』（秋田書店の月刊漫画雑誌）にて2013年9月号より連載中。少女漫画における王道的な『クラシックバレエ』という題材のストーリーで、主人公がごく普通の少女でありながら、青年漫画誌において長期連載され続けているという稀有な作品となっている。
タイトルの『絢爛』とは、「目がくらむほどきらびやかで美しいさま」「ぜいたくで華やかなさま」を意味し、『グランドセーヌ』とは「大舞台」を指す。
作者は、小学校から高校まで「クラシックバレエ」を習っていたが挫折した経験があり、それが本作の執筆に結びついている。そのため、非常に細かな作画や心理描写、ストーリーが実現されている。

## あらすじ

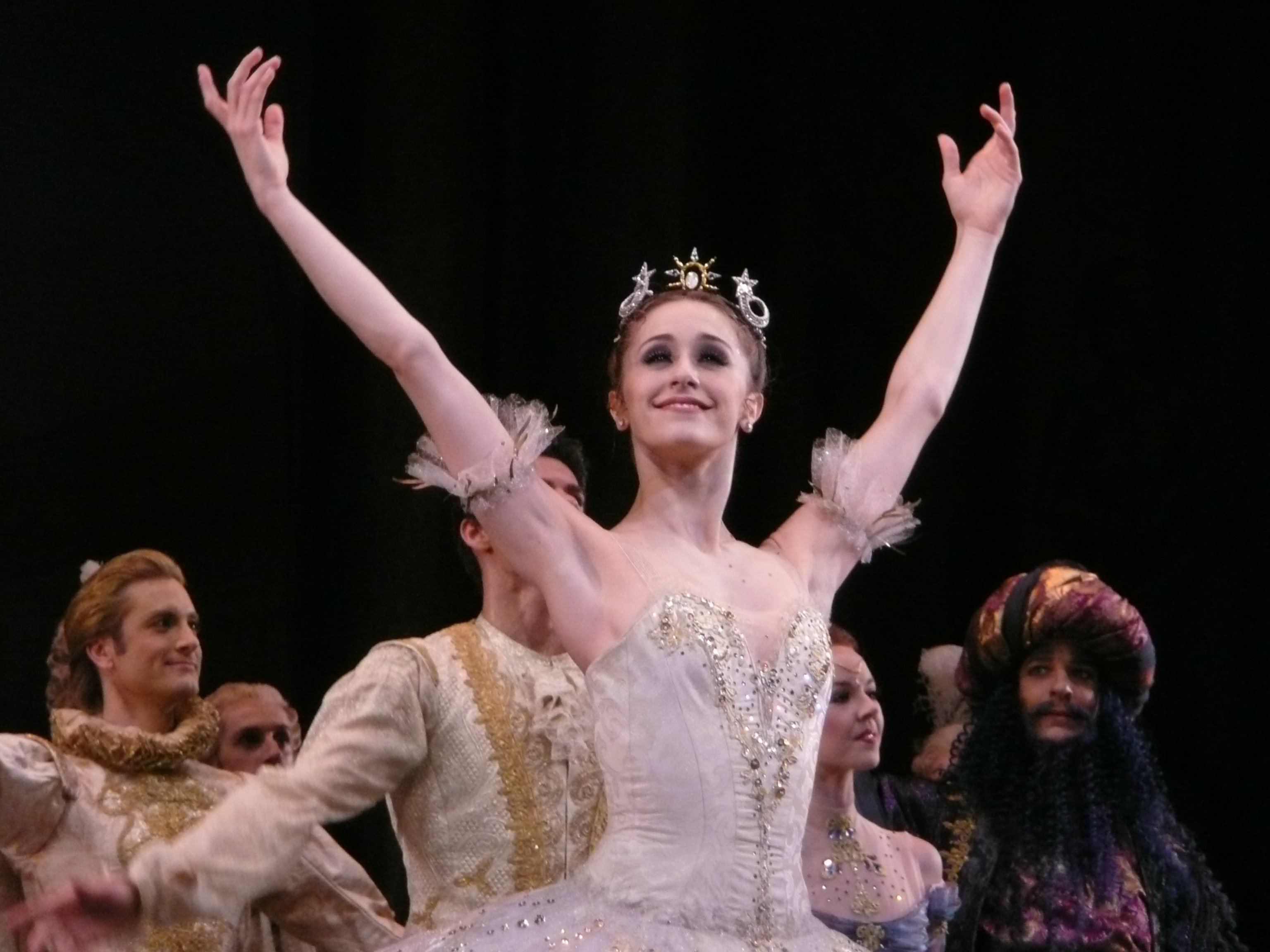
ロイヤル・バレエ団のプリンシパル。

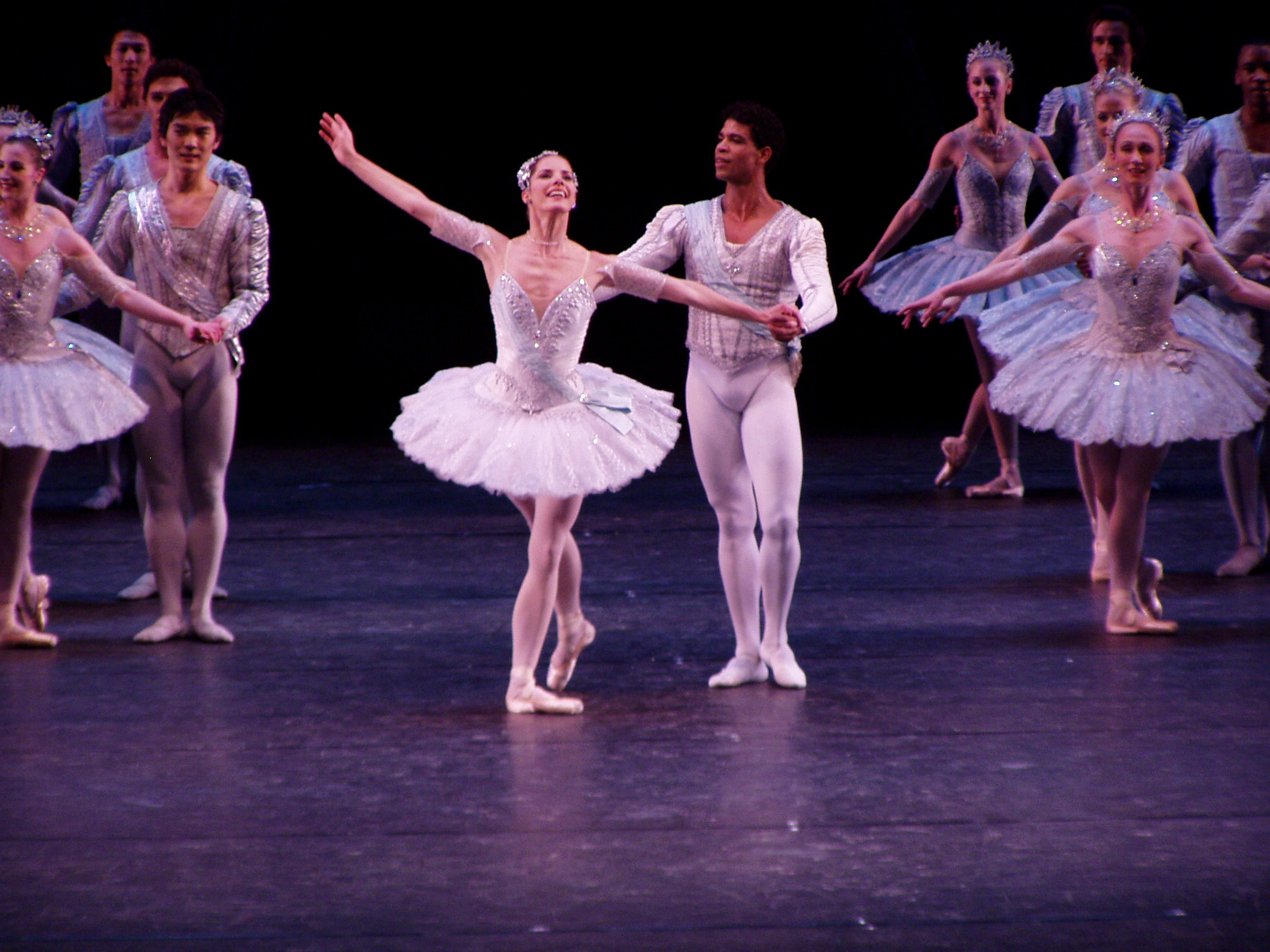
三大バレエ団の一つに数えられているロイヤル・バレエ団。

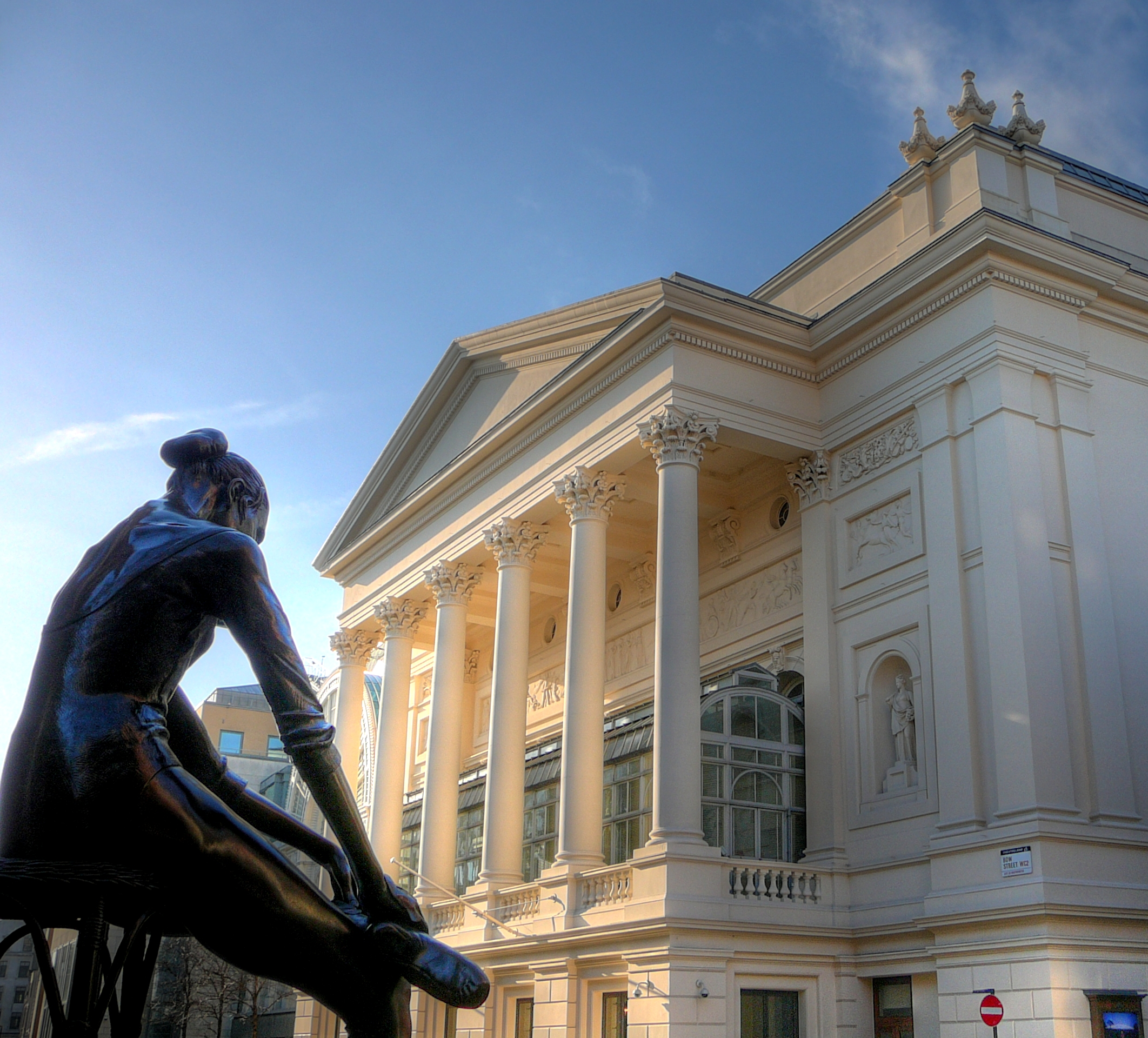
ロイヤル・オペラ・ハウス。

あらすじの都合上、ここでは「～編」と付けて説明する。

### 小学生編
バレエとの出会い
主人公の有谷奏は、小学生低学年だった頃、隣家に住んでいる年上の少女・梨沙のバレエ公演を見たことからクラシックバレエに強い憧れを抱き、かつてフランスでプロ活動をしていた滝本伸子のバレエスタジオに通いはじめる。
習い始めた頃はまったく思ったように踊れず、泣きべそをかいていた奏であったが、努力家で前向きな性格であり優れた観察眼の持ち主の奏は、練習で上手くいかないことがあっても上級者を手本にしたり、自ら研究したりして乗り越えていく。
コンクールへの出場
バレエの楽しさに魅せられた奏は、バレエの英才教育を母に受けてきた栗栖さくらと勝負することになり、同じ教室で1つ年上の伊藤翔子と共にコンクールに出場するが、さくらの演技に当てられて「妖艶なスワニルダ」を予選で踊ってしまう。その後、本選では奏は3位入賞、さくらは予想外の2位となり、翔子が1位を勝ち取る。
「眠れる森の美女」のオーディションに参加した奏は、天性の集中力を持ちながらそれを活かしきれなかった藤田絵麻\と出会い、同世代のライバル達と互いに切磋琢磨していく。(第5巻 27話まで)

### 中学生編
ニコルズの誘い
小学校高学年で日本国内のコンクールやオーディションを経験した奏たちは、中学校に進学してからは国際コンクールへの挑戦などを経由し、バレエダンサーとして着実にステップアップを遂げていく。
そして、元イギリスロイヤルバレエ団プリンシパルのバレリーナであったアビゲイル・ニコルズや、名門バレエ団の舞台監督のウジェーヌ・ガレルなどに目をかけられた奏は、プロのバレエダンサーを目指し始める。
YAGPコンクールへの挑戦
アビゲイルの誘いにより、ロイヤルバレエスクールのスカラシップ獲得を目指してユース・アメリカ・グランプリ(YAGP)の日本予選に参加した奏は、銅賞を獲得。同時にフランス・マルセイユ国立バレエ団への短期留学のスカラシップを得る。留学先では、同じホームステイ先となったアンドレア・メンドーサと親交を深める。
留学先で得た「音楽に乗って踊る」という新たな武器を携え、YAGPニューヨーク本選に臨んだ奏は、予想をはるかに超える『ジュニア部門の最優秀賞』という結果を出して、ロイヤルバレエスクールへの1年間の留学スカラシップを獲得する。(第15巻 74話まで)

### ロイヤル・ロウアースクール編

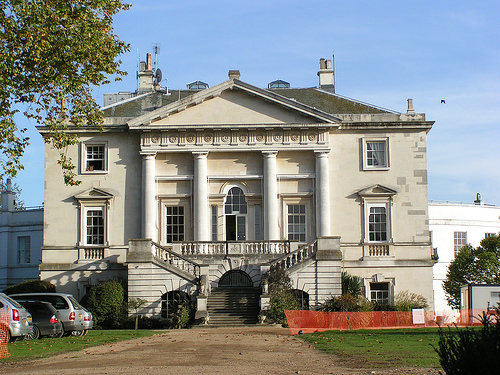
ロイヤル・バレエ団の11～16歳の生徒が学ぶ、ロウアースクールの校舎として利用されている、イギリス リッチモンドにあるホワイト・ロッジ。

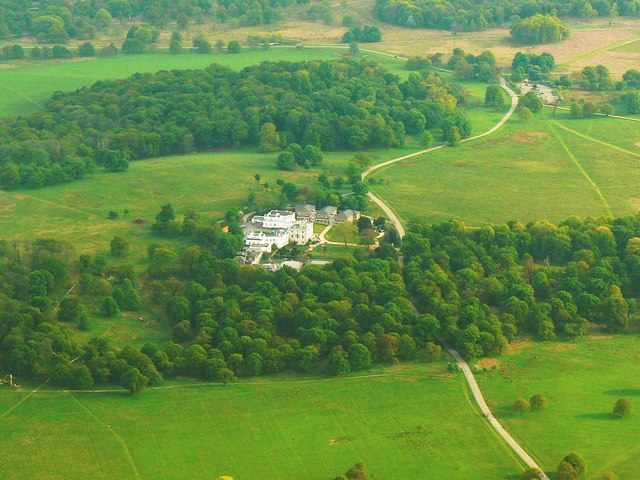
955ヘクタールの広大なリッチモンド公園内にあるロウアースクール。ロンドンのロイヤル・オペラ・ハウスから、車で約1時間ほどの距離にある。

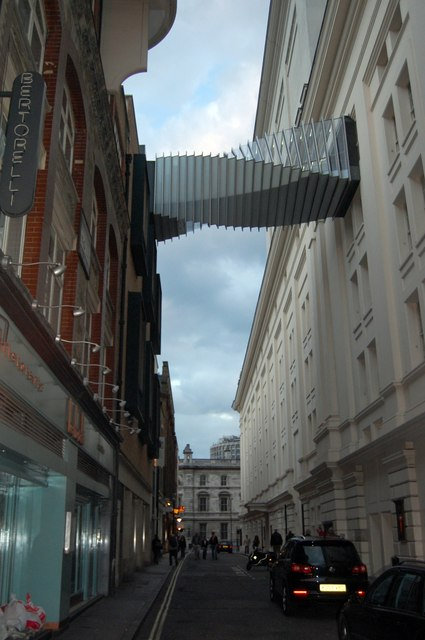
ロイヤル・オペラハウスとアッパースクールを繋いでいる「大志の橋」

1年目
世界でも一握りの、16歳以下のトップエリートのみが集うロイヤルバレエ団・ロウアースクールで、1年間の奨学生になった奏は、勝気で奔放なエヴリン、人見知りの激しいキーラ、ルールに厳しいレベッカらと同室となり、ルームメイト間のゴタゴタに頭を悩ませながらも成長を遂げていく。
そんな中、突然の「ニコルズの現役引退」が発表され、奏たちは大きなショックを受けるが、ニコルズが振付を担当する初演作品『バエトーン』に生徒達が出演することになる。そして、その作品のサマーパフォーマンスでは奏に、主演のヒメネスとシュタイナーに次ぐ大役『地母神ケレス役』が与えられる。
当日、ケレス役の奏に大きな拍手が送られたものの、ニコルズの演出にそぐわない踊りであったことや、足に故障の前兆が出たため、二日目以降のケレス役を代役のエブリンに譲ることになる。それにより奨学金獲得に暗雲が立ち込めることになるが、2年目も引き続き奨学金で通えることになる。(第24巻 122話まで)
2年目 (コロナ感染爆発により休校)
進級試験が迫る中、世界中で新型コロナの感染爆発が起こり、ロイヤルスクールは完全休校となり、否応なく生徒たちは帰国することになる。バレエ公演はキャンセルが続き、レッスンさえままならない中、オンラインレッスンを受講して進級審査を受け、奏はアッパー進級が決まる。
そんな中、ライバルだったエヴリンが進級試験に落ち、ABTに所属することになる。緊急事態宣言が一時解除されレッスン場が使えるようになるが、バレエ公演の再開の見通しが立たない状況が続く中、奏は国内外の仲間たちを集めて「オンライン・ガラ」を主催して注目を集める。(第26巻 131話まで)

### ロイヤル・アッパースクール編
1年目
1年間の休校からスクールが再開され、奏たちはアッパースクールへと進級する。コロナ感染対策を強いられる中で、引っ込み思案な編入生のアンバーなど新しい仲間たちと共に、サマーパフォーマンスに出演。奏は「オーロラ一幕のVa」をソロで踊り、キーラ演出の「感染爆発をテーマにした作品」にも参加する。

## 登場人物

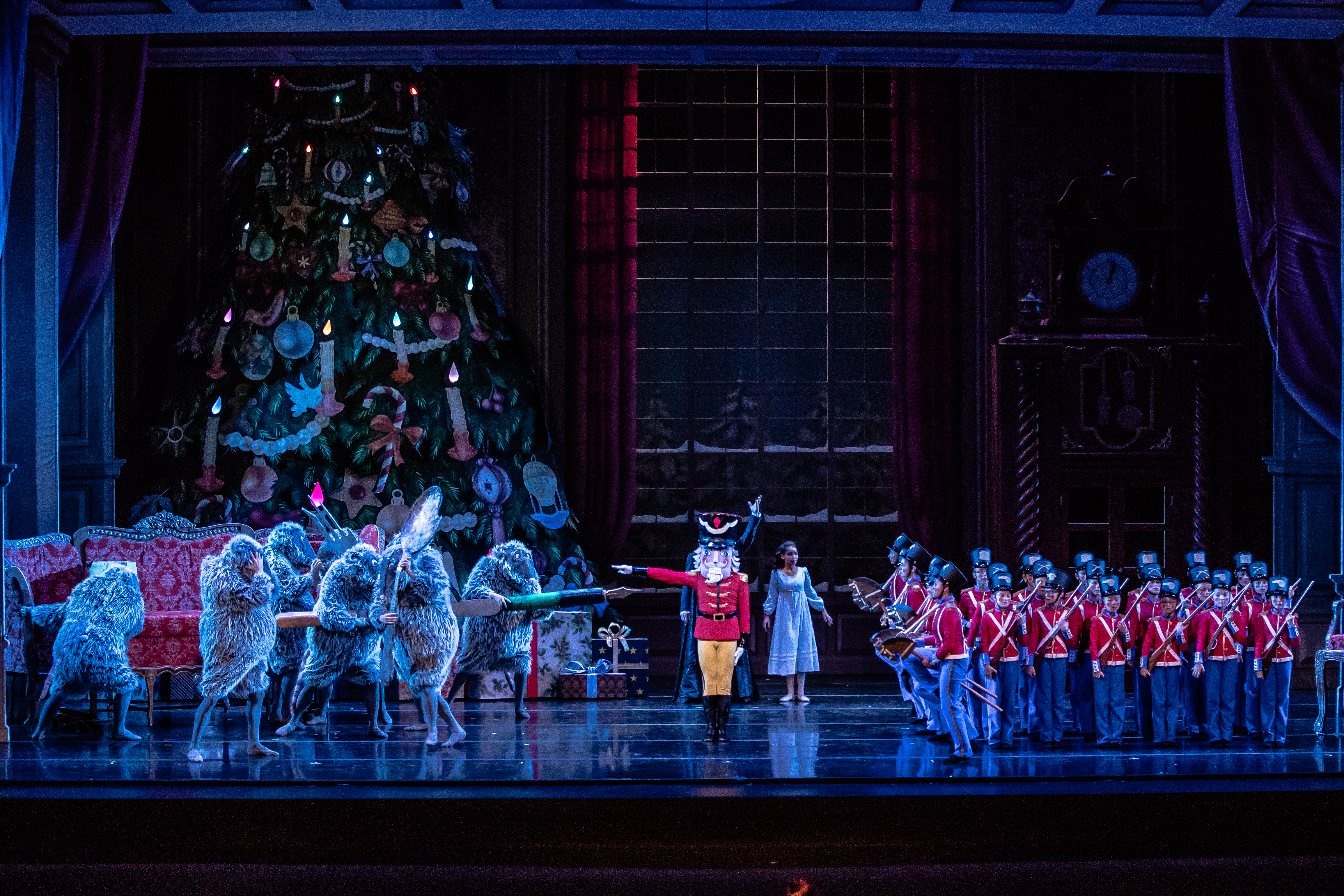
ロウアースクール編にて登場した、クラシックバレエ三大演目のひとつ『くるみ割り人形』の第1幕第1場 ねずみと兵隊人形の戦い。

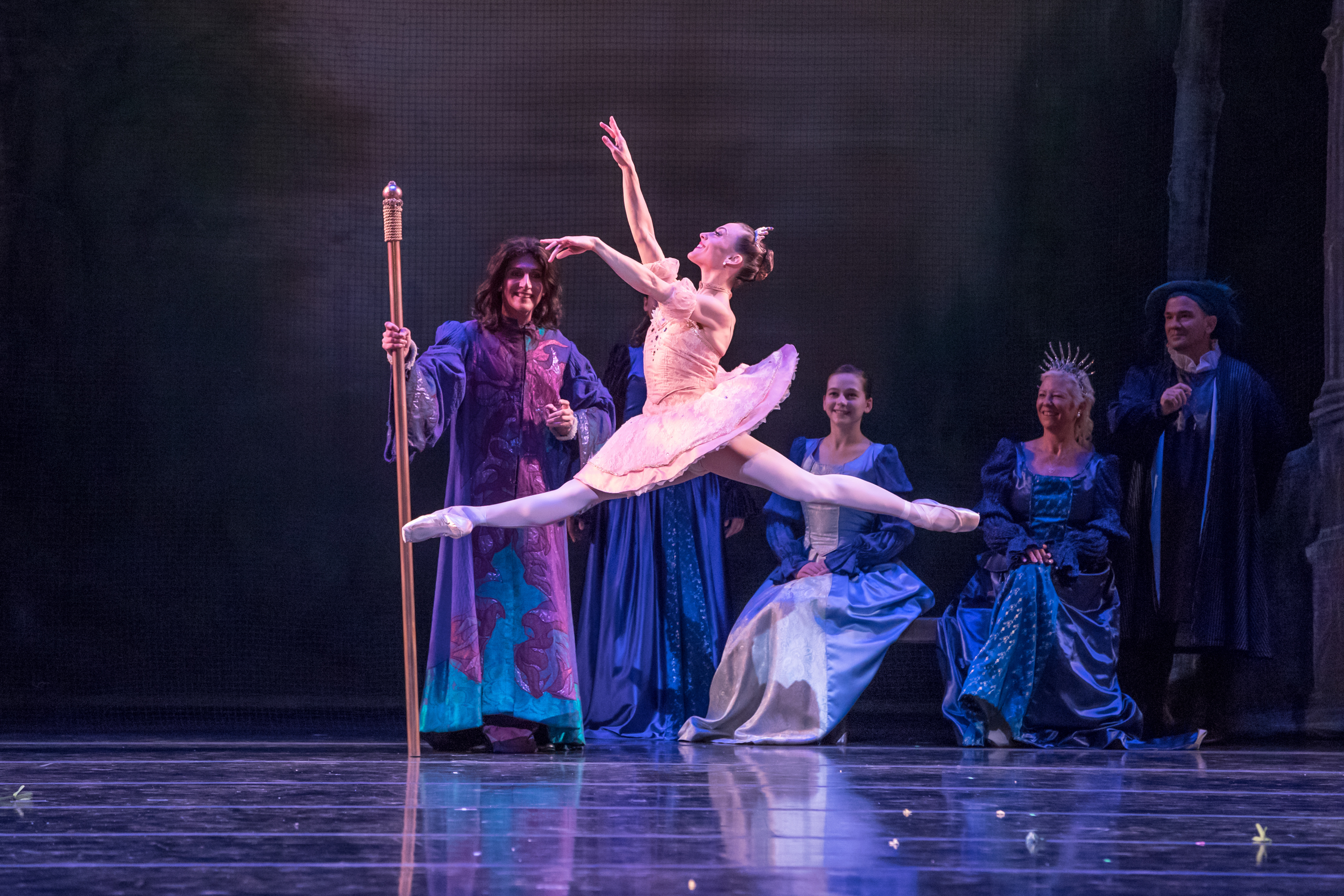
アッパースクール編のサマーパフォーマンスで奏が躍った、クラシックバレエの三大演目のひとつ『眠れる森の美女』第1幕のオーロラ姫。

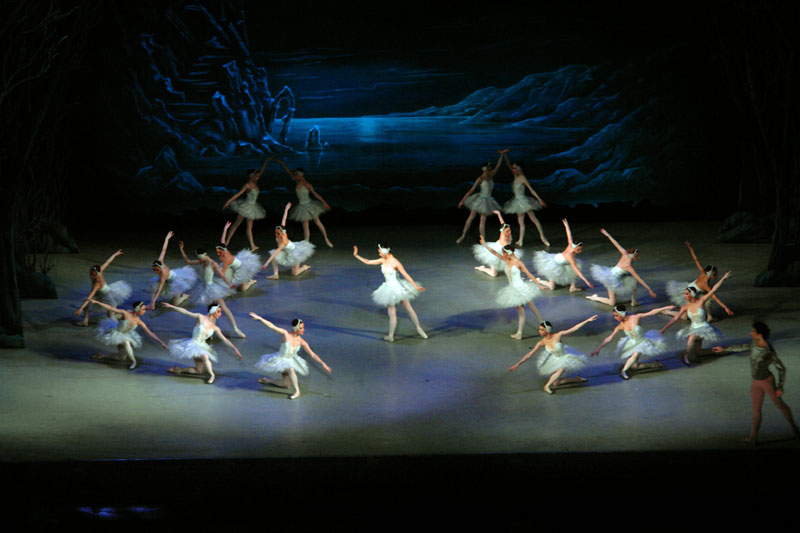
クラシックバレエの三大演目の一つである『白鳥の湖』。

### メインキャラクター
有谷 奏（ありや かなで）
主人公。幼いころ、梨沙のバレエ発表会を鑑賞したのをきっかけに自らもバレエをやりたいと両親にせがみ、「滝本伸子バレエスタジオ」に通い始め、発表会の経験から舞台に立つ喜びにとりつかれプロのダンサーを目指す。小学校5年生で全国コンクールの3位に入る。
努力家で前向き、練習で上手くいかないことがあっても上級者を手本にしたり、自ら研究したりして乗り越えるバイタリティを持つ。優れた観察眼の持ち主であり、跳躍力に優れダイナミックな動きを得意とする。ニコルズ曰く、「レッスンで何をするべきか分かっている、学ぶことの天才」であり、「環境次第でとてつもなく伸びるはず」と評された。
人からの指導を素直に反映する性格から指導者には可愛がられ易く、伸子だけでなくニコルズにも目をかけられている。感情豊かでやや暴走しがちな面もあるが明るく人懐っこい。その態度が仲の悪かった翔子と絵麻の関係も改善し、短気だったさくらの人間的な成長も促していく。
実家の経済的な事情が翔子らよりも恵まれてはいないことは自覚しており、それでも支えてくれる両親には感謝はしており、バレエ留学のためにスカラシップ獲得を目指している。学校での得意科目は英語。
ニコルズの誘いにより、ロイヤルバレエスクールのスカラシップ獲得を目指してユースアメリカグランプリ(YAGP)の日本予選に参加。予選では舞台の広さが通常のレッスンスタジオより広いせいで役柄を考えずのびのび踊ってしまい、ロイヤルの校長であるオリバー・スミスの目には留まらなかったが、決戦でスカラシップの獲得を狙う自分を獣を狙うディアナに見立てて見事な踊りを見せ、銅賞を獲得。同時にウジェーヌ・ガレルより短期留学のスカラシップを得、留学先でアンドレア・メンドーサと同じホストファミリーと暮らすことになる。
当初は言葉の壁やアンドレアの誤解からすれ違いが続くが、奏の押しに押したコミュニケーションにより、アンドレアは少しずつ奏に家庭や祖国の事情などを打ち明けるようになる。留学の最終日、奏はアンドレアの初舞台を見守り、部屋にプロデビューを祝うカードを残して帰国。留学先で得た「音楽に乗って踊る」という新たな武器と共に、YAGPニューヨーク本選に臨みロイヤルへの1年間留学スカラシップを獲得する。
伊藤 翔子（いとう しょうこ）
奏と同じバレエ教室に通う、奏よりも1歳上の少女。生真面目で練習熱心だが父譲りの頑固な面も持つ。小学生のうちから中学生とも遜色なく踊れる力量だが完璧主義なためやや緊張に呑まれるきらいがある。時に暴走しがちな奏のストッパー役ともなる。奏とともにプロを目指しており、2人で初出場したコンクールでさくらを抑えて1位を獲得する。振付けを忠実に再現するタイプ。家はかなりの資産家で、中学校は大学までの一貫校である名門校に通っている模様。絵麻とは当初そりの合わない間柄だったが、やがてライバル視する方向に変わってゆく。YAGPの予選ではいつも通りの踊りを踊ることができたが、決戦で直前にあった絵麻とのコンタクトが原因で怒れるオーロラを踊ってしまい、トップ12には入るものの入賞を逃してしまう。YAGPニューヨーク本選で、スカラシップは逃すものの希望していたモナコのバレエ学校への入学許可を得る。
栗栖 さくら（くりす さくら）
年は奏と同じ少女。母親の経営しているバレエ教室「栗栖バレエスタジオ」に通っており、小さいころから母に徹底した指導を受けて来た。小学生のうちから既にジュニアコンクール上位の常連で、将来は海外での活躍も嘱望されている。小5の時レナに連れられて滝本伸子バレエスタジオの発表会を鑑賞したのがきっかけで、奏らと出会う。
小学生のうちは高慢さが目立っており、母に力量を認められていない他人を見下す態度が強く、同年輩の少女達にも敬遠されていた。奏らとの交流を通してその価値観にも変化が生じ始める。奏に対しては当初見下したり敵意を向けたりしていたが、「カナ」と呼ぶようになりよきライバルとして意識しはじめ、人格的にも徐々に落ち着きが見られ始め、ダンスのスタイルもテクニックのみを重視する方向から変わってゆく。
小学生のうちに既にコンクールでバレエ奨学生を勝ち取り海外留学を決めるが、中学生になって早々挑んだニューヨークでのYAGP本選でアンドレアの圧倒的な演技にペースを乱されて転倒し失敗してしまう。しかしその経験からコンクールを制覇する以外の目標を見いだし、ドイツへの留学へと旅立つ。留学先では意思疎通が思うようにいかず孤立するも、奏の話を聞いて一念発起し、徐々にクラスに溶け込んでゆくようになる。
藤田 絵麻（ふじた えま）
翔子と同じ歳で共に英会話スクールに通っている少女。一見やる気のなさげな態度のため翔子とはそりが合わない。中学1年生の時奏とオーディション会場で出会う。集中力に優れており、それがバレエのスキルにも活かされているが振りの覚えが早すぎるため地道な反復練習を嫌い、パの最後で気が抜ける悪癖がある。かつて「栗栖バレエスタジオ」に通っていたものの、公演前に怪我をしたことがきっかけで一時挫折し教室を去っていたが、その後別の教室に入り直してバレエを再開していた経緯がある。
さくらと奏の姿勢を見て自らの練習姿勢を考え直し、コンクールへの挑戦の決意を新たにし、YAGP予選には今までの欠点も改めて臨む。
YAGP予選参加時点では留学は考えておらず、バレエを続けられればよいと思っている。YAGP本選では奏に「変身している」とまで言わせる渾身の演技を見せ、堂々金賞を獲得。実家は奏の環境に近く決して裕福ではないが、金賞を取ったことを機に留学を本気で考えるようになる。兄が一人居り、妹のために国立大学の受験準備を進める。
YAGPニューヨーク本選では予選落ちしてしまうものの、無事ドイツのバレエ学校のスカラシップを獲得した。

### 日本のバレエダンサー
橘 梨沙（たちばな りさ）
奏の隣家に住む、奏とは幾分歳の離れた少女。奏がバレエを始めるきっかけを作り、才能も嘱望されていたが足を痛めてコンクールで失敗してしまい、家庭の経済的事情もあり中学3年生でバレエを断念した。バレエを辞める直前、最後に1度だけ発表会で奏と同じ舞台に立つ。その後は舞台衣装のデザイン会社でアルバイトをし舞台芸術に違う形で関わる道を選ぶ。奏のコンクール衣装を作ったり、バレエに関係する文化の知識を教えるなどの協力も続ける。
村田 咲希（むらた さき）
梨沙と同年輩の、「滝本伸子バレエスタジオ」に通う少女。強気な性格で技術もあるが、プレッシャーにやや弱いきらいがある。梨沙の挫折後もそのままバレエを続け発表会で主役を務める。バレエ講師を目指しており、イギリスに留学したが発表会などの折には帰国しており、奏らにも厳しくも有益なアドバイスをする。
福田 珠理亜（ふくだ じゅりあ）
奏や翔子らと同じ教室に通う同年輩の少女で、バレエの腕は教室でも良い方ではあるが性格的に「比較されること」への抵抗感があるため勝負弱い面があることを自覚している。奏や翔子らとともにYAGPに出場するが予選落ちした。
ミリアム・ウェーバー
「栗栖バレエスタジオ」でさくらと同じクラスで習っている外国人の少女。大人びて見えるが翔子と同じ歳で、先んじたさくらを追う形でYAGPに挑戦する。日本本選ではトップ12に選出され、YAGPのニューヨーク本選に挑む。
的場 絵理花（まとば えりか）
アンドレアやさくらが出場したニューヨークのコンクールで金賞を獲得した、さくらより3歳歳上の日本人少女。
森脇 レナ（もりわき レナ）
奏の同学年で隣のクラス。「栗栖バレエスタジオ」に通っていたが、才能がないとみなされてまともな指導を受けられない状況に不満を持っていた。さくらとは友人同士だが彼女の暴言癖をフォローするのに苦心させられている。後に滝本伸子バレエスタジオに移籍。
高井 亮（たかい りょう）
かつて「栗栖バレエスタジオ」の「楽しく踊ろう」クラスにいた奏より幾分歳下の少年で、その当時に奏と一度出会っている。後に友人の暁人について「滝本伸子バレエスタジオ」に移籍。やや口の悪い面はあるがバレエには熱心で、早々にYAGPへと挑戦するが本番で腹具合を悪くして失敗してしまい予選敗退。弟がおり、決勝の舞台を彼に見せることを目標にしていた。負けん気が強く敗退後も上級者を見て研究する。
小早川 暁人（こばやかわ あきと）
亮の友人で奏より1つ歳上の少年。「滝本伸子バレエスタジオ」のボーイズクラスに在籍している。技術はそれなりにあるが素がポーカーフェイス気味なため、表情の演技が上手くできていない。YAGPに挑戦し、本番でポーカーフェイスを修正できなかったが予選通過。本選では予選通過の喜びを胸に笑顔いっぱいで踊り、ニューヨーク本選への切符を手にする。
小和田（おわだ）
咲希とパ・ド・ドゥを組む男性ダンサー。

### ロイヤル・ロウアースクール編
エヴリン・フォックス
ロイヤル・ロウアースクールで奏と同室の少女。勝気で奔放な性格。レベッカとは犬猿の仲。アビゲイル・ニコルズに強い憧れを持っており、奏と同じくニコルズに誘われてロイヤル・ロウアースクールに入学し、奏と共にニコルズの補習を受けている。ニコルズの後継者候補の「アメリカ代表」であり、「日本代表」の奏とは良きライバル関係になる。
しかし、乗り気でないレッスンでは適当に流していたことが影響したのか、進級試験に落ちてロウアースクールの2年目に進級できなかった。新型コロナの感染爆発によりアメリカに帰国していたこともあり、「アメリカン・バレエ・シアター」への編入を決める。
キーラ
ロイヤル・ロウアースクールで奏と同室の少女。人見知りが激しい性格。次第に「演出家」として高い評価を得るようになる。学内でも「振付コンクールの優勝常連」として一目置かれている。
奏とエヴリンが編入してきた年には、奏とエヴリンを「異物」としてフィーチャーした作品を、その翌年にはレベッカとマットを起用し「初めての恋」をテーマとしたパ・ド・ドゥ作品を発表。
ロックダウン後に再開したアッパースクール1年目には、コロナ禍がまだまだ続く中、敢えてパンデミックに混乱する人達を描く作品を作ることにするが、コロナ禍特有の事情からラストの演出を考え直さなければならなくなるアクシデントに見舞われてしまう。
レベッカ
ロイヤル・ロウアースクールで奏と同室の少女。ルールに厳しい性格。それもあり、エヴリンとは犬猿の仲。
ロウアースクール最終学年ではマットへの恋心を意識するも、「ロイヤルに入団しプリンシパルに登り詰めるためには、恋に現を抜かしているわけにいかない」と、夢と恋との板挟みになり苦しむが、キーラの振り付けたパ・ド・ドゥを機に悩みを克服。
マット
ロイヤル・ロウアースクールの男子生徒。レベッカと両想いであったが、スクールは基本的に恋愛禁止のため一歩が踏み出せなかった。
トビ―
ロイヤル・ロウアースクールの男子生徒。演出家として、キーラと競いあうほどの才能を持っている。
レオ
日本人で、奏の同級生。ロイヤル・バレエ団の『くるみ割り人形』に3年連続で出演するなど実力者。ロウアー編までガブリエラと付き合っていたが、コロナ蔓延の影響で遠距離恋愛になったこともあり、いったん別れることになった。その後、アッパー編の28巻において恋愛未経験の奏に「付き合おうか？」と尋ねるも、「レオとは友達だから」と断られる。

### ロイヤル・アッパースクール編
アンバー
アッパースクール編から登場した編入生。本人曰く物事に対して人と違うところに着眼してしまうところから、空気が読めないと思われ、自分の話など誰も聞いてくれないと思っている。
実はキーラのパンデミックをテーマとした作品の演出の問題点にもかなり早い段階で気が付いていた。しかし、キーラの作品の振り付けが始まる前に作品の方向性について疑問を唱えていたため、問題点をなかなか言い出せずに悩むことになる。

### 海外のバレエダンサー
アンドレア・メンドーサ
さくらがニューヨークのコンクール本選で対峙した、肌の黒いベネズエラの少女。その圧倒的な踊りで銀賞を獲得し観客からの喝采を浴び、コンクールに参加した他の少女達にショックを与え、さくらの調子さえも狂わせることになる。短期留学でフランスを訪れた奏と同じホストファミリーに世話になっているのに出くわす。
5人兄弟の末っ子で実は甘えん坊なところがあり、政情不安定な母国に残っている家族を心配している。言葉の壁から奏を敬遠するが、奏の押しに負けるような形で少しずつ本心を吐露するようになる。
紫萱 (ズーシュアン)
上海出身の少女。アッパースクールに、奏の一つ上のタイミングで飛び級で編入した。
しかし、新型コロナウイルスの感染が広がりつつある中、上海に帰れなくなることを心配した家族によって帰国の飛行機を手配されてしまい、学校から去らなくてはならなくなってしまう。
バレエ学校再開後も、中国のロックダウンが終わらないため、学校に戻ってこれない状態が続いている。

### 日本のバレエ指導者
滝本 伸子（たきもと のぶこ）/リュドミラ・ノブコ・タキモト
奏、翔子らが通うバレエ教室「滝本伸子バレエスタジオ」を主催する中年女性。厳しくも暖かい目で奏達を導く。梨沙の挫折には「自分が無理をさせすぎた」と悔いている。ロシア人のダンサーを父親にもち、かつては「リュドミラ（愛称はリューダ）」の名でフランスでバレエダンサーとして活動しており、元々「伸子」の名はミドルネーム。現在は故障のため踊ることはできなくなっている。ウジェーヌとは当時の知己の間柄だが彼の反対を押し切り日本に帰国して教室を開いた経緯がある。アビゲイルとも旧知の仲だが、奏を彼女に預けることには一抹の不安を抱いており、「アビゲイルに託すよりはウジェーヌに託したい」という思いがある。
指導者としては「体形や素質に難のある子でも門戸を閉ざさない」方針でコンクールの勝敗のみにはこだわらず将来を見据えた指導で実績を出しているが、同時に「お教室の限界」にも悩んでいる。
美和（みわ）
「滝本伸子バレエスタジオ」の女性講師。
栗栖さくらの母
「栗栖バレエスタジオ」を主催するバレエ講師で容姿もさくらに似ている。才能がないとみなしたものには指導しない、とする方針であり、対外的には娘にも生徒にも厳しい態度を崩さない。娘のさくらが幼いころ、彼女の踊りを見て娘を世界トップクラスのダンサーに育てあげようと決意し特に目をかけて厳しく指導してきた。海外進出に備えて小学生のうちから英会話を習わせ、中学生になってからは海外のコンクールにも同行する。近いうちに自分の元を娘が離れて行くことも理解しており、コンクールでのさくらの挫折にあたっても彼女が自力で立ち直ることを望んでいるが本当にピンチになったときには手を差し伸べる心づもりを持つなど母としての優しさも内心ではもっている。以前は絵麻にも目をかけていたが、彼女が自分の元を去った件に関しては「もっと丁寧に導けばよかった」との後悔をしている。かつて海外のバレエ業界で人種差別的な対応に苦しんだ経験があることが示唆されている。
玉木（たまき）
「栗栖バレエスタジオ」の「楽しく踊ろう」クラスを担当する女性講師。コンテンポラリーダンスの心得を持ち、さくらとの勝負に負けた罰ゲームのためクラスを訪れた奏にコンテンポラリーを習うようアドバイスをする。コンクール向けの指導は苦手らしい。

### 海外のバレエ指導者

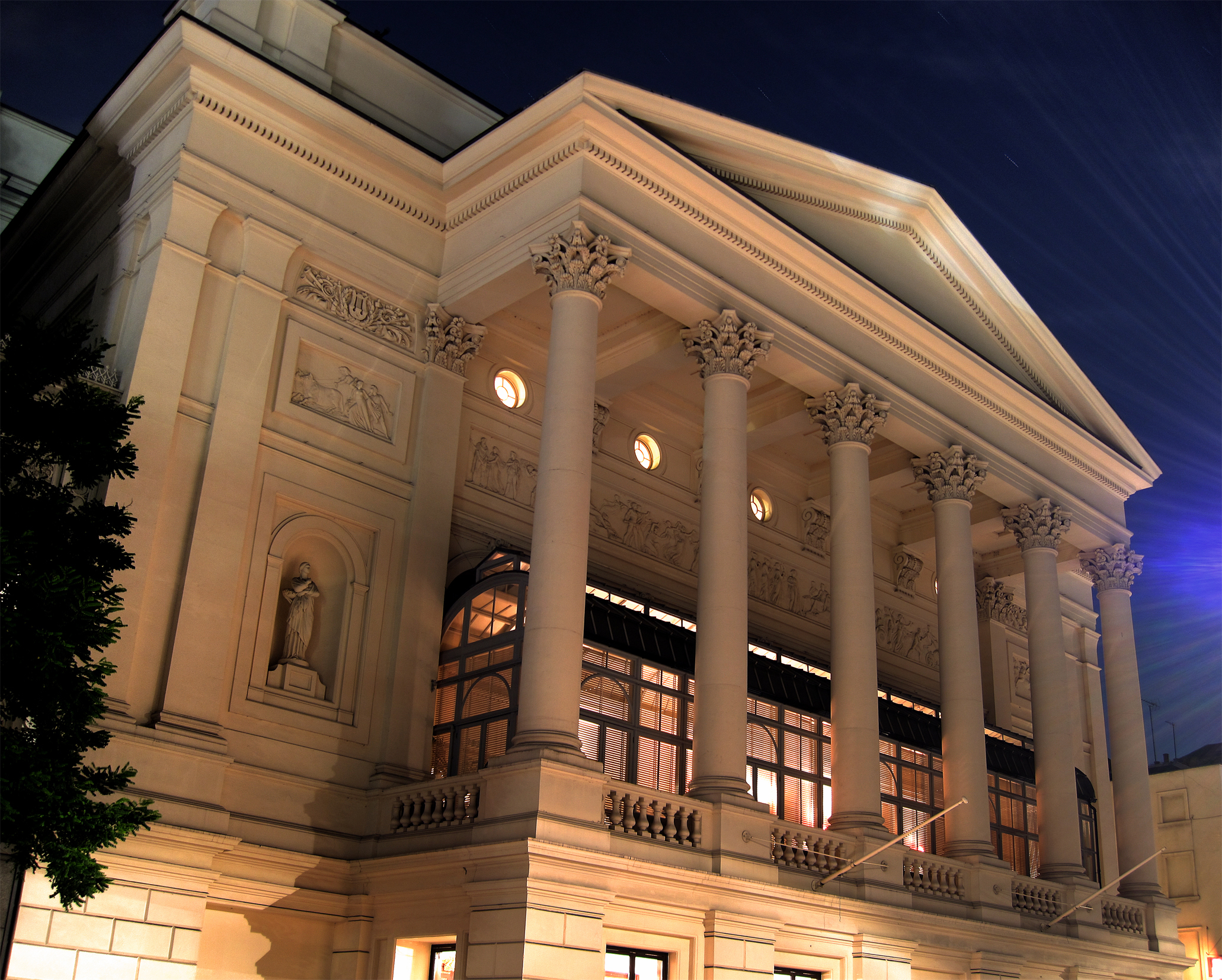
再建後のロイヤル・オペラハウス。

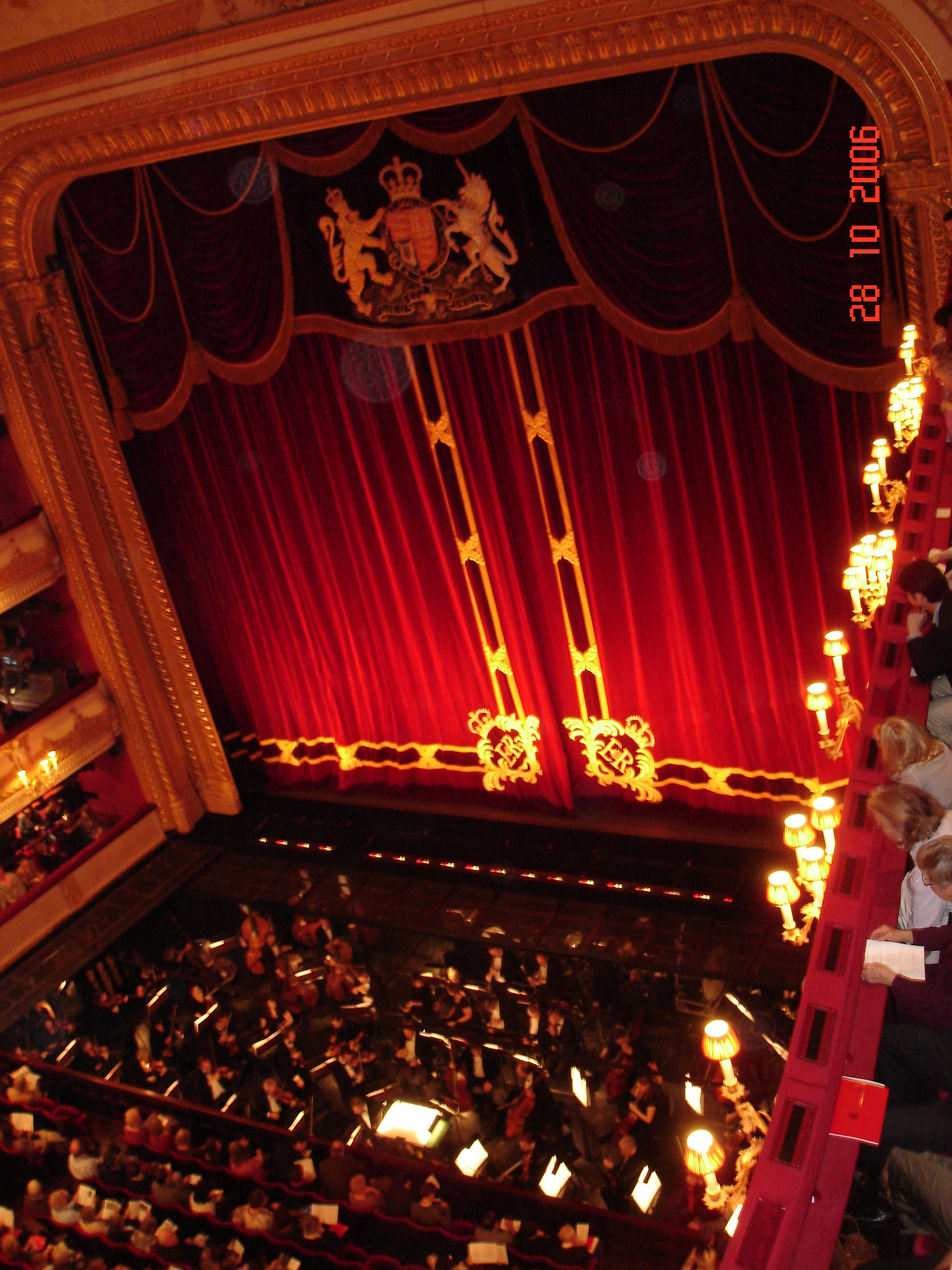
ロイヤル・オペラハウスは1946年以来の本拠地

アビゲイル・ニコルズ
元イギリスロイヤルバレエ団プリンシパルのバレリーナ。現在は一線を退いているもののその技量は衰えを知らず、自らにも厳しく鍛錬を休まない。ロイヤルバレエ団の振付家を務めつつ各国バレエ団の様々な公演にゲストダンサーとして参加している。彼女の演じた「コッペリア」のスワニルダは奏の憧れであり、DVD化された彼女の舞台作品をみてコンクール時に奏が研究していた。伸子らの旧知である模様で「アビー」の愛称で呼ばれている。
奏が小学6年生になり参加した「眠れる森の美女」の振付け指導として参加したことで奏と実際に顔を合わせることとなり、後にワークショップで再度来日した際に伸子に奏を自分のところに預けて指導を任せることを提案し、奏にもYAGPに出場して自分のところへ来るように誘っている。「最高の芸術を自分が完成させたい」との執念が強いあまり、伸子には「自己中心的な面がある」とも評されている。
実は彼女には世界中にお気に入りの生徒がおり、複数の人間に自分のところに来るように同じセリフを言っていることが奏と仲良くなった出場者により明らかになる。このことが奏を動揺させるきっかけとなってしまう。
ウジェーヌ・ガレル
奏達が出場したコンクールの審査員を務めた名門バレエ団の芸術監督でフランス人。元は有名バレエダンサーで、パリのオペラ座バレエ団でエトワールだったこともある。伸子と旧知の仲だがコンクールの会場で再会するまで15年間会っていなかった。ワークショップで奏達に基礎練習の大切さを教える。また、奏が留学してきたときには音楽に乗れていないことを再三指摘し、奏に「なぜ音楽に乗れていないことを指摘されるのか」を振り返るきっかけを作る。弱点を克服した奏に、短期ではなく正式入学を願うようなことを口にし、その様子を見ていた他の留学生たちが奏を羨ましがることになった。ニューヨーク本選にも審査員として参加している。
オリバー・スミス
ロイヤルバレエスクール校長。YAGPの日本予選審査員を務める。一次予選ではそれほど奏を評価していなかったが、決勝での演技の成長に驚いた様子を見せる。しかし奏のことを買っているわけではなく、本選の演技についても「悪くなかった」としか評価していなかった。ロイヤルに留学してきた奏を徐々に認めるようになっていく。
ヴァシリーサ・トルスタヤ
ロイヤルバレエスクールの教員であるロシア人。伸子の現役時代に共演したことがある。

### メインキャラクターの家族達
有谷 和也（ありや かずや）
奏の父。娘のバレエへの情熱を暖かく見守るが、妻ともどもバレエには明るくないことは自覚しているため海外留学の情報を調べるなどのサポートをしている。
有谷 早苗（ありや さなえ）
奏の母。共働きで自身も会社勤め。娘だけではなく翔子にも温かくアドバイスをする。裕福ではないため奏のバレエ費用を捻出するために遣繰りには苦心しているが、奏には現実の厳しさを教えつつも彼女を支える。
伊藤翔子の父
翔子がバレエでプロを目指していることに反対し、一度はバレエを辞めさせようとする。過去にウェイトリフティングの重量級でJOCの強化選手だった時代があり当時はオリンピックも有望視されていた一流選手だったが、オーバートレーニングで怪我をしその療養期間中にウェイトリフティングの強豪国でドーピング不祥事が起きたために競技にすら絶望してしまって挫折、別の職業についていた。娘の才能を認めつつも、自分と似た練習熱心すぎる面を危惧しており、同じように体を壊してしまうことを心配していた。また玲子に自身の競技生活が不本意に終わった苦い経験から娘に辛くあたっていることを指摘され、娘のバレエに向かう心にも打たれて彼女のバレエを認める決意をする。
伊藤 玲子（いとう れいこ）
翔子の母。夫とは彼の競技生活を通じて知り合った。翔子がプロを目指していることは長らく夫に言えずにいたが、夫が翔子のバレエを辞めさせようとした際は娘と夫の板挟みで悩みつつも翔子の熱意にうたれてバレエの道を支える方に心が傾き、夫を説得する。
栗栖さくらの父
フリーランスで仕事をしている。

## 書誌情報
- Cuvie 『絢爛たるグランドセーヌ』 秋田書店〈チャンピオンREDコミックス〉、既刊28巻（2025年7月18日現在）
  1. 2014年2月20日発売、ISBN 978-4-253-23387-3[注釈 2]
  2. 2014年8月20日発売、ISBN 978-4-253-23497-9
  3. 2014年12月19日発売、ISBN 978-4-253-23389-7
  4. 2015年6月19日発売、ISBN 978-4-253-23390-3
  5. 2015年12月18日発売、ISBN 978-4-253-23426-9
  6. 2016年5月20日発売、ISBN 978-4-253-23427-6
  7. 2016年10月20日発売、ISBN 978-4-253-23428-3
  8. 2017年4月20日発売、ISBN 978-4-253-23429-0
  9. 2017年10月20日発売、ISBN 978-4-253-23430-6
  10. 2018年3月19日発売、ISBN 978-4-253-23900-4
  11. 2018年10月19日発売、ISBN 978-4-253-23901-1
  12. 2019年2月20日発売、ISBN 978-4-253-23902-8
  13. 2019年6月20日発売、ISBN 978-4-253-23903-5
  14. 2019年12月20日発売、ISBN 978-4-253-23904-2
  15. 2020年5月20日発売、ISBN 978-4-253-23905-9
  16. 2020年9月17日発売、ISBN 978-4-253-23906-6
  17. 2021年2月19日発売、ISBN 978-4-253-23907-3
  18. 2021年7月19日発売、ISBN 978-4-253-23908-0
  19. 2022年1月20日発売、ISBN 978-4-253-23909-7
  20. 2022年6月20日発売、ISBN 978-4-253-23910-3
  21. 2022年11月18日発売、ISBN 978-4-253-23911-0
  22. 2023年3月20日発売、ISBN 978-4-253-23912-7
  23. 2023年8月18日発売、ISBN 978-4-253-23913-4
  24. 2023年11月20日発売、ISBN 978-4-253-23914-1
  25. 2024年4月18日発売、ISBN 978-4-253-23915-8
  26. 2024年9月19日発売、ISBN 978-4-253-32331-4
  27. 2025年2月19日発売、ISBN 978-4-253-32332-1
  28. 2025年7月18日発売、ISBN 978-4-253-32333-8